# Wolfgang Fischer (Fußballspieler, 1961)
Wolfgang Fischer (* 27. September 1961) ist ein ehemaliger österreichischer Fußballspieler.

## Karriere
Fischer spielte ihn der Saison 1986/87 für den Zweitligisten SV Flavia Solva. Für die Steirer kam er in jener Spielzeit mindestens zu zwei Einsätzen gegen die Union Vöcklamarkt. Mit Flavia Solva konnte er in jener Saison als Dritter des Abstiegsplayoff die Klasse halten.